# Eimantas Bendžius
Eimantas Bendžius (Klaipėda, 23 aprile 1990) è un cestista lituano, ala grande della Dinamo Sassari.

## Carriera

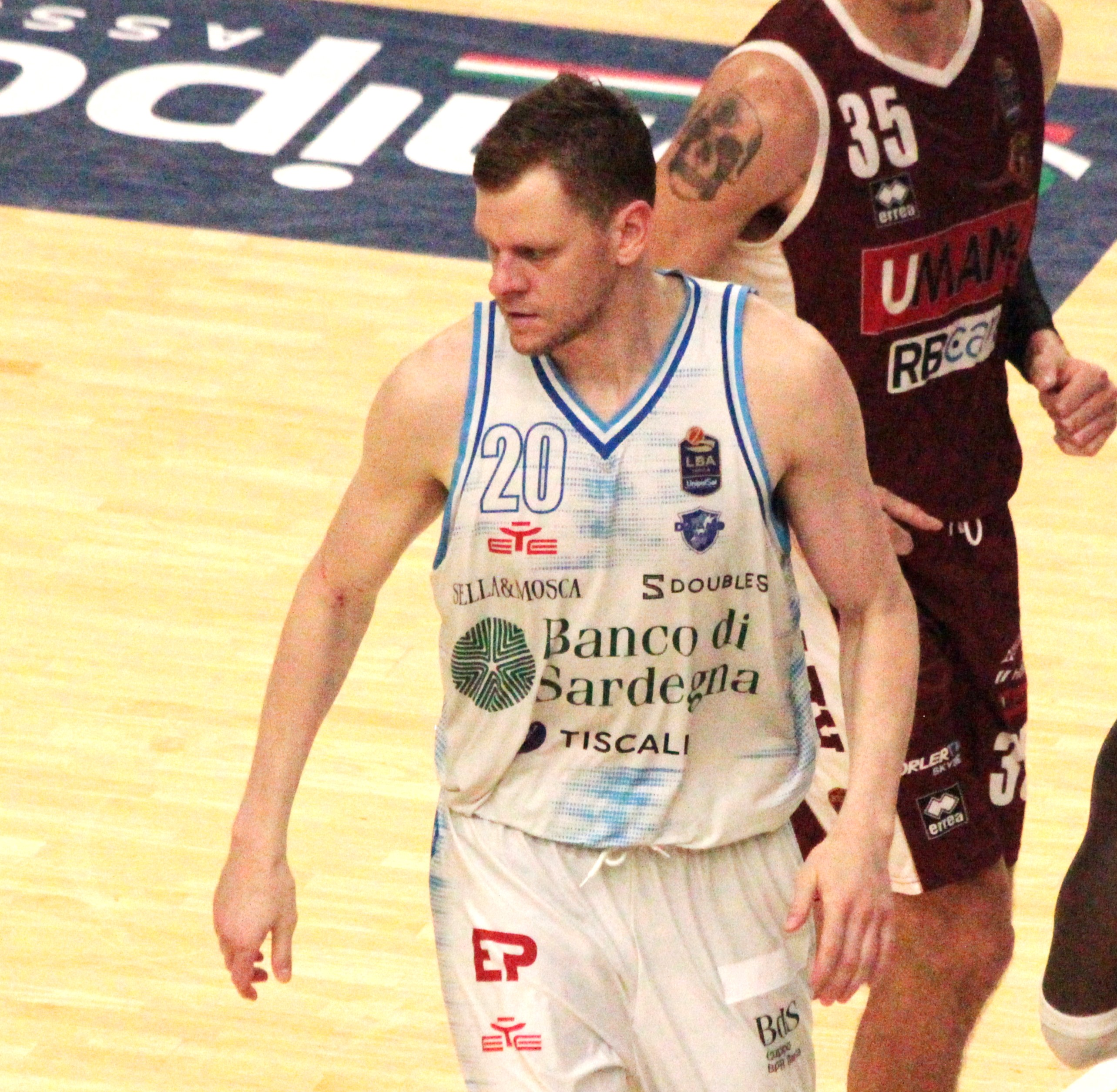
Bendzius nel 2023 con la maglia della Dinamo Sassari

Cresce cestisticamente nelle file del Rytas Vilnius. Nel 2008 viene mandato in prestito per farsi le ossa con il Perlas Vilnius, debuttando a 19 anni nella NKL, la massima serie lituana, e nel Pieno žvaigždės. Tornato al Rytas Vilnius esordisce nelle coppe europee, calcando i parquet di Eurolega ed Eurocup. Nella stagione 2014-2015 mette nel curriculum la prima esperienza fuori dal suo paese natale vestendo la maglia del Trefl Sopot, in Polonia, per poi approdare in Spagna dove per tre anni gioca con Obradoiro. Dopo l’ottima esperienza nella Liga ACB, dove chiude con 11 punti di media, ritorna in Lituania. Al Rytas Vilnius è protagonista, nella stagione 2018-2019, della vittoria della Coppa Re Mindaugas, la coppa nazionale lituana. Nella stagione 2019-2020 ha disputato l’Eurocup mettendo a referto 12 punti di media prima della chiusura anticipata a causa della pandemia di COVID-19.
Il 7 luglio 2020 viene ufficializzato l'ingaggio con i sardi della Dinamo Sassari, rinnovando a giugno 2022 per altri 3 anni fino al 2025.

## Statistiche

### Eurolega
| Anno      | Squadra       | PG | PT | MP  | TC%  | 3P% | TL% | RP  | AP  | PRP | SP  | PP  |
| --------- | ------------- | -- | -- | --- | ---- | --- | --- | --- | --- | --- | --- | --- |
| 2013-2014 | Rytas Vilnius | 2  | 0  | 8,9 | 20,0 | 0,0 | -   | 1,5 | 0,0 | 0,0 | 0,0 | 1,0 |
| Carriera  | Carriera      | 2  | 0  | 8,9 | 20,0 | 0,0 | -   | 1,5 | 0,0 | 0,0 | 0,0 | 1,0 |

### Eurocup
| Anno      | Squadra       | PG | PT | MP   | TC%  | 3P%  | TL%  | RP  | AP  | PRP | SP  | PP   |
| --------- | ------------- | -- | -- | ---- | ---- | ---- | ---- | --- | --- | --- | --- | ---- |
| 2013-2014 | Rytas Vilnius | 2  | 0  | 6,1  | 0,0  | 0,0  | -    | 1,0 | 0,5 | 0,0 | 0,0 | 0,0  |
| 2018-2019 | Rytas Vilnius | 18 | 5  | 23,4 | 35,3 | 33,6 | 88,1 | 3,1 | 1,0 | 0,3 | 0,2 | 9,9  |
| 2019-2020 | Rytas Vilnius | 16 | 3  | 25,5 | 43,1 | 39,7 | 79,7 | 4,1 | 0,9 | 0,8 | 0,2 | 12,0 |
| Carriera  | Carriera      | 36 | 8  | 23,4 | 38,4 | 35,8 | 82,9 | 3,4 | 0,9 | 0,5 | 0,2 | 10,3 |

## Palmarès
- Coppa di Lituania: 1

Lietuvos rytas: 2018-19